# Litvínovo
Litvínovo (en rus: Литвиново) és un poble de l'óblast de Vladímir, a Rússia, que en el cens del 2010 tenia 192 habitants. Pertany al districte de Koltxúguino.